# Контент-мейкер
Контент це будь-яке інформаційне наповнення чого-небудь (картинки, текст, відеоролики і так далі) (англ. content - вміст). Щодо мережі інтернет зазвичай мають на увазі контент сайту, тобто все, що з'являється перед очима користувача, що він може почитати, поглянути або послухати.
Контент-мейкер — особа, яка творить певний блок інформації, використовуючи суспільно важливі питання чи ідеї. Важливо не плутати із ньюзмейкером, адже це не взаємовиключні поняття. Будь-хто може стати контент-мейкером використовуючи свої ідеї та уміння, яскравовираженими прикладами є ютубери, блогери, інста-ведучі і т.д. Одним із представників контент-мейкерів є інста-ведучий.